# 旅がらす本舗清月堂
株式会社旅がらす本舗清月堂（たびがらすほんぽせいげつどう）は、群馬県前橋市新堀町に本社を置く日本の食品会社である。同社が製造販売する「旅がらす」は、群馬県を代表する銘菓である。

## 概要
1927年（昭和2年）創業の老舗の菓子製造業者である。1958年（昭和33年）に発売開始した「旅がらす」は、鉱泉水と小麦を使用した薄い鉱泉せんべいでクリームをはさんだ菓子で「ハラダのラスク」や「七福神あられ」と並ぶ群馬県の手土産として同県民に広く知られている。2014年（平成26年）に株式会社ドンレミーの完全子会社となり、同社から糸井義一を社長に迎えた。本社工場は電話で予約をすると見学コースから「旅がらす」の製造工程を見学できる。

## 沿革
- 1927年（昭和2年） - 大磯浩が前橋市千代田町で個人営業として創業[5]。
- 1951年（昭和26年） - 「有限会社 清月堂」として法人化[5]。
- 1958年（昭和33年） - 「旅がらす」・「旅がらすゴールド」を発売[5]。
- 1966年（昭和41年） - 本社工場を前橋市元総社町に新設[5]。
- 1972年（昭和47年） - 「株式会社 旅がらす本舗」として株式会社化[5]。
- 1977年（昭和52年） - 本社工場を前橋市小相木町に新築移転[5]。
- 1979年（昭和54年） - 「株式会社 旅がらす本舗清月堂」に商号変更[5]。
- 1990年（平成2年） - 本社工場を現在地に新築移転[5]。
- 2012年（平成24年） - 前橋国際大学の学生企業「繭美蚕」と共同開発した「川場産雪ほたか米使用 雪ぽんクランチ」が平成23年度グッドデザインぐんまに選定[7][8]。
- 2014年（平成26年） - 前橋国際大学の学生企業「繭美蚕」と共同開発した「ぐんまだから」が平成25年度グッドデザインぐんまに選定[9][10]。
- 2014年（平成26年） - 株式会社ドンレミーの完全子会社となる[2][6]。
- 2014年（平成26年） - 小鳥町店を残して他の25店舗を閉店[2]。
- 2016年（平成28年） - 「旅がらす」・「ゴールド旅がらす」・「シルクボール」を平成28・29年度群馬県優良県産品として群馬県が推奨[11]。
- 2017年（平成29年） - 「旅せん 重ね箱」と「レーズンサンド」が平成28年度グッドデザインぐんまに選定[12][13]。

## 主な商品
- ゴールド旅がらす[14]
- 旅がらす[14]
- 重ねレーズン（レーズンサンド） 8個入り[14]
- 旅せん 30枚入[14]
- プレミアムゴールド旅がらす 30個入り[14]
- つるまう饅頭[14]
- シルクボール[14]
- プレミアムゴールド旅がらす 12個入り[14]

## 店舗
- 本社工場直売所 - 群馬県前橋市新堀町399-6[15]
- 小鳥町店 - 群馬県高崎市下小鳥町西浦66-11[15]
- 前橋国領町店-群馬県前橋市国領町1丁目6-16